# Camilla flavicauda
Camilla flavicauda är en tvåvingeart som beskrevs av Oswald Duda 1922. Camilla flavicauda ingår i släktet Camilla och familjen gnagarflugor. Arten är reproducerande i Sverige. Inga underarter finns listade i Catalogue of Life.